# Stig Anderson
Pour les articles homonymes, voir Anderson.

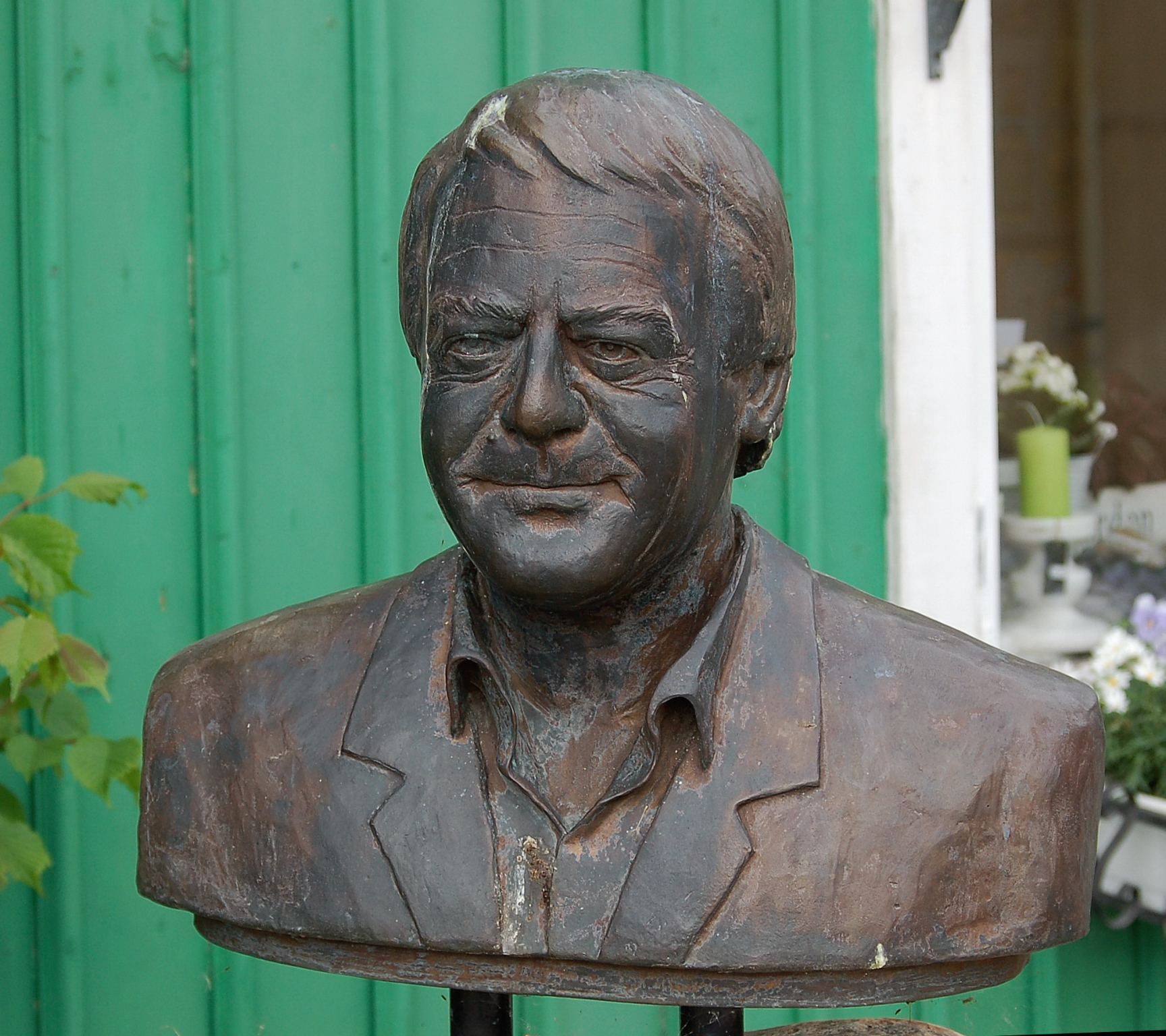
Buste de Stikkan Anderson, devant sa maison natale à Hova.

Stig Erik Leopold Anderson (surnommé « Stikkan »), né le 25 janvier 1931 à Hova, Västergötland (Suède), et mort le 12 septembre 1997 à Stockholm (Suède), était le manager d’ABBA et le créateur de la maison de disques Polar Music.

## Biographie
Ayant débuté comme professeur de mathématiques et de chimie, il commence à écrire des chansons dès 1951 et rencontre son premier succès en 1959. Anderson devient un auteur et producteur prolifique, écrivant de nombreuses adaptations suédoises de standards américains et produisant plus de 3 000 titres dans les années 1960.
En 1963, il crée la maison de disques Polar Music. La même année il repère et prend sous contrat le groupe Hootenanny Singers, dont le leader est Björn Ulvaeus.

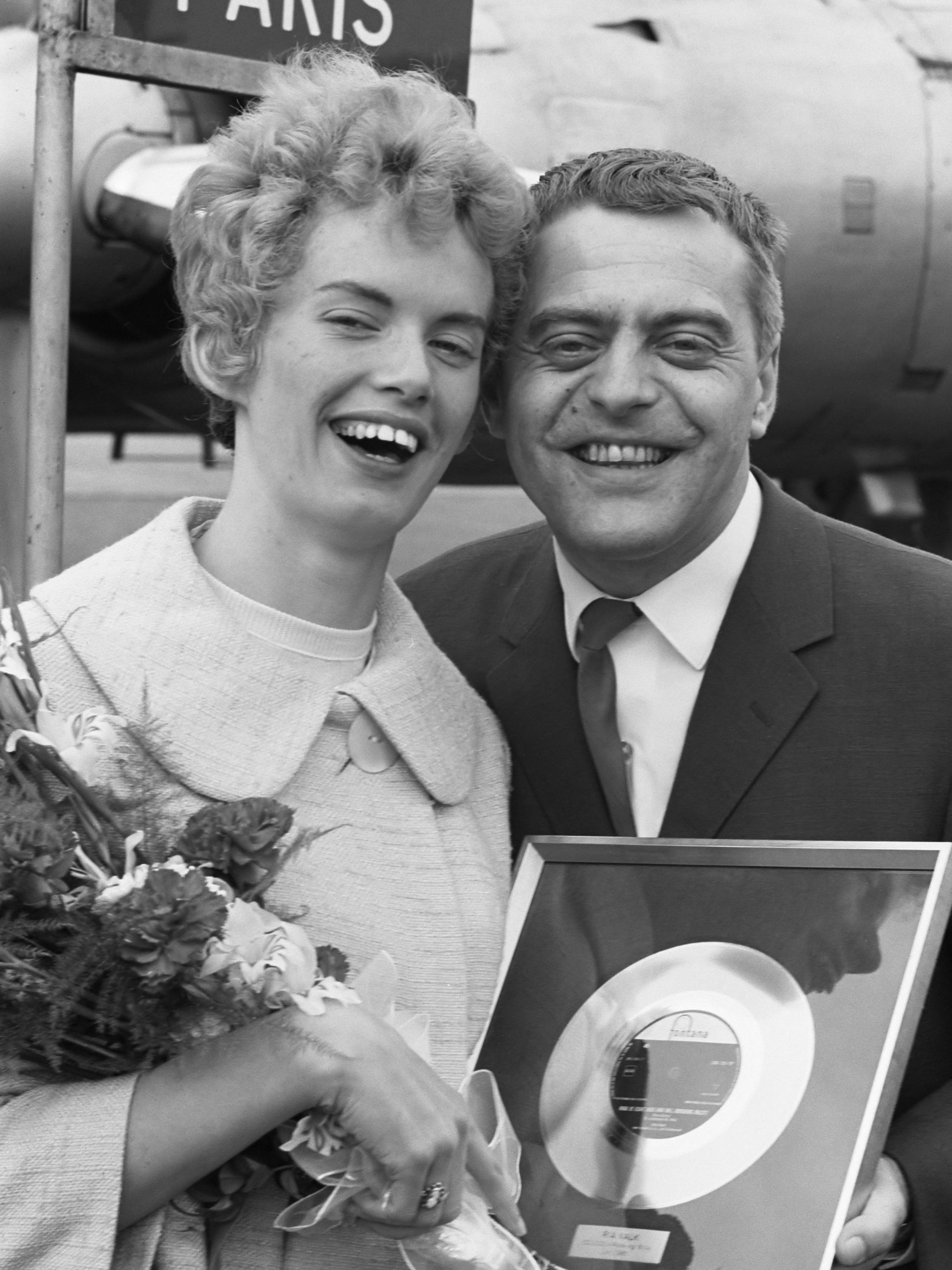
Ria Valk et Stig Anderson (1961)

À la mort de son associé Bengt Bernhag en 1971, Stig propose le poste de producteur à Björn Ulvaeus, lequel souhaite travailler avec son ami Benny Andersson : les deux musiciens acceptent alors de partager un seul salaire. 
Stig encourage les deux hommes à composer. « Un jour » leur dit-il, « vous écrirez un hit mondial. » C'est ce qu'ils feront avec le groupe ABBA, qu'ils ont créé en 1972 avec leurs femmes respectives, les chanteuses Anni-Frid Lyngstad et Agnetha Fältskog, et qui explose sur la scène internationale en 1974. Stig Anderson coécrit les paroles des chansons sur les premiers albums, il aura une telle importance dans la carrière du groupe qu'il est considéré comme le cinquième membre d'ABBA.
Stig Anderson venait d'un milieu modeste et était très fier de sa réussite. Les médias suédois, dans les années 1970, lui reprochaient de produire de la musique préfabriquée. Vexé, Stig répondit un jour : « Quand on regarde la carte du monde, on se rend compte que la Suède est un étang. Je crois que nous sommes bien partis pour devenir un aquarium. »
Après l'époque ABBA, Stig continua à diriger Polar Music et produire d'autres artistes, mais au début des années 1990 il vendit le label Polar Music à Polygram après avoir proposé à sa fille, Marie Ledin, de reprendre la compagnie. Elle préféra créer sa propre maison de disques.
Stig Anderson est mort d'une crise cardiaque le 12 septembre 1997, âgé de 66 ans.

## Prix Polar Music
En 1989, Anderson fait une donation de plus de 4,5 millions d'euros (42 millions de couronnes) pour fonder le Prix Polar Music, un prix remis chaque année pour récompenser des musiciens.

## Discographie
- D'ä inte klokt va' han ä' snäll
- Polka-kyssar
- Tro lilla hjärta
- Dom finns på landet
- Tivedens ros
- Do-acka-doo
- Ja, de' ä' de' vi vill ha
- Rallarepolka
- Vi kommer
- Baby-twist